# 107-ма ракетна бригада (РФ)
107-та ракетна Мозирська ордена Леніна, Червонопрапорна бригада — ракетне з'єднання Сухопутних військ Збройних сил Російської Федерації. Бригада дислокується у місті Біробіджан у Єврейській автономній області.
Умовне найменування — Військова частина № 47062 (в/ч 47062). Скорочена найменування — 107-а рбр.
З'єднання перебуває у складі 35-ї загальновійськової армії Східного військового округу.

## Історія
Ракетна бригада створена 1953 року у с. Капустин Яр й спочатку називалося як «77-а інженерна бригада РВГК». З 1960 року називалася 23-я ракетна бригада, а 1992 року отримала теперішню назву.
Найменування з'єднання:
- 1953—1958 — 77-ма інженерна бригада РВГК
- 1958—1960 — 77-ма інженерна бригада
- 1960—1992 — 23-та ракетна бригада
- 1992 — досі — 107-ма ракетна бригада

У 1997 році отримало регалії розформованої в цьому ж році 4-ї ракетної Мозирської ордена Леніна, Червонопрапорної бригади 5-ї загальновійськової армії й, таким чином, є наступником 6-ї артилерійської дивізії прориву РВГК часів німецько-радянської війни, що була розформована у 1960 році.
Бригада дислокувалася з 1953 року в Прикарпатський військовий округ (ПрикВО), в селищі Білокоровичі Житомирської області. 28 липня 1960 року 77-а ібр була перетворена на 23-у ракетну бригаду, а в травні 1961 року вона перебазована до Кьонігсбрюку у Групі радянських військ у (Східній) Німеччині (ГРВН). У 1962 році вона складалася з 106-го й 160-го окремих ракетних дивізіонів й технічної батареї: 106-й у Майсені й 160-й у Бішофсверді. У серпні 1963 року 273-й дивізіон прибув в Кьонігсбрюк. У 1975 році 106-й дивізіон переїхав до Кьонігсбрюка. У період з 23 червня по 17 липня 1981 року бригада була переведена до Біробіджану в зону командування Далекосхідного військового округу, де вона стала частиною 43-го армійського корпусу. Підрозділи бригади були розташовані в Семисточному, недалеко від Біробіджана. У жовтні 1989 року, коли корпус було скасовано, 23-тя рбр перейшла до складу 35-ї армії.

## Озброєння
Ракетне з'єднання озброєне оперативно-тактичними ракетними комплексами 9К720 «Іскандер». З 1998 до 2013 року бригада була озброєна тактичними ракетними комплексами 9К79-1 «Точка-У». Спочатку була оснащена комплексами Р-11, а через два роки її переозброїли і до 1998 року з'єднання оснащувалося ОТРК 9К72 «Ельбрус». Перші пуски з «Іскандер» відбулися в ході навчань «Схід-2014».